# Lovis Corinth
Lovis Corinth (Tapiau, actual Gvardeisk, Prusia, 21 de julio de 1858 - Zandvoort, Países Bajos, 17 de julio de 1925) fue un pintor, grabador y escultor alemán en cuyo trabajo maduro realizó una síntesis del impresionismo y expresionismo.

## Biografía
Franz Heinrich Louis Corinth estudió en París y Múnich, y fue uno de los representantes del movimiento artístico Sezession (Secesión de Berlín).  

### Periodo de Múnich de 1891 a 1900
En 1890 recibió un premio su cuadro Piedad, que presentó al Salón de París. Ese mismo año pintó el cuadro de Susana en el baño, que también presentó con éxito en el Salón.
Confirmado su éxito, Corinth decidió regresar a Múnich en 1891 donde buscó un apartamento en Schwabing, una casa junto al apartamento de su colega Ernst Oppler. Ese mismo año capturó la vista desde la ventana de su estudio en varios cuadros, en los que, además del bosque cerca de Bernried, abordó la pintura al aire libre que entonces estaba de moda en Múnich. Este modo fue popularizado en Alemania principalmente por Arnold Böcklin, Max Klinger y Hans Thoma, que se encontraban entre las figuras más populares del panorama artístico de Múnich. Friedrich August von Kaulbach, Franz von Lenbach y Franz von Stuck fueron considerados los principales pintores de Múnich. Además de las pinturas mencionadas, la obra principal de Corinth en ese año fue una representación de gran formato de Diógenes de Sinope. Sin embargo, la exposición del cuadro en el Palacio de Cristal de Múnich no recibió los elogios esperados; Más bien, recibió críticas que hicieron que Corinth dudara de su obra. Su amigo Otto Eckmann le enseñó el arte del grabado, y en 1894 se publicó su ciclo de grabado Tragicomedien, en el que se refería al Art Nouveau, por un lado, y a la obra de Max Klinger, por el otro.
A partir de 1892 se crea una serie de pinturas que representaban escenas de mataderos y que consiguieron convencer a la crítica. Las imágenes estaban representadas de forma realista y cautivaban con sus motivos. Corinth había encontrado contacto con los “revolucionarios” del panorama artístico de Múnich, que no exponían en el ya establecido Palacio de Cristal, sino que se reunían en la sociedad de artistas de Allotria. En 1892, esta asociación formó la Secesión de Múnich, que, además de Corinth, también incluía a Max Liebermann, Otto Eckmann, Thomas Theodor Heine, Hans Olde, Hans Thoma, Wilhelm Trübner, Franz von Stuck y Fritz von Uhde. En 1893, Corinth quiso fundar la Asociación Libre del XXIV junto con Otto Eckmann, Trübner, Heine, Max Slevogt, Ernst Oppler, Hermann Obrist y Peter Behrens para mejorar la situación de los pintores. Como resultado, hubo una disputa en la Secesión, la fundación fracasó y los involucrados fueron excluidos de la Secesión de Múnich. Como Asociación Libre del XXIV / Múnich 24, encontraron una oportunidad de exposición en la Galería Eduard Schulte de Berlín.

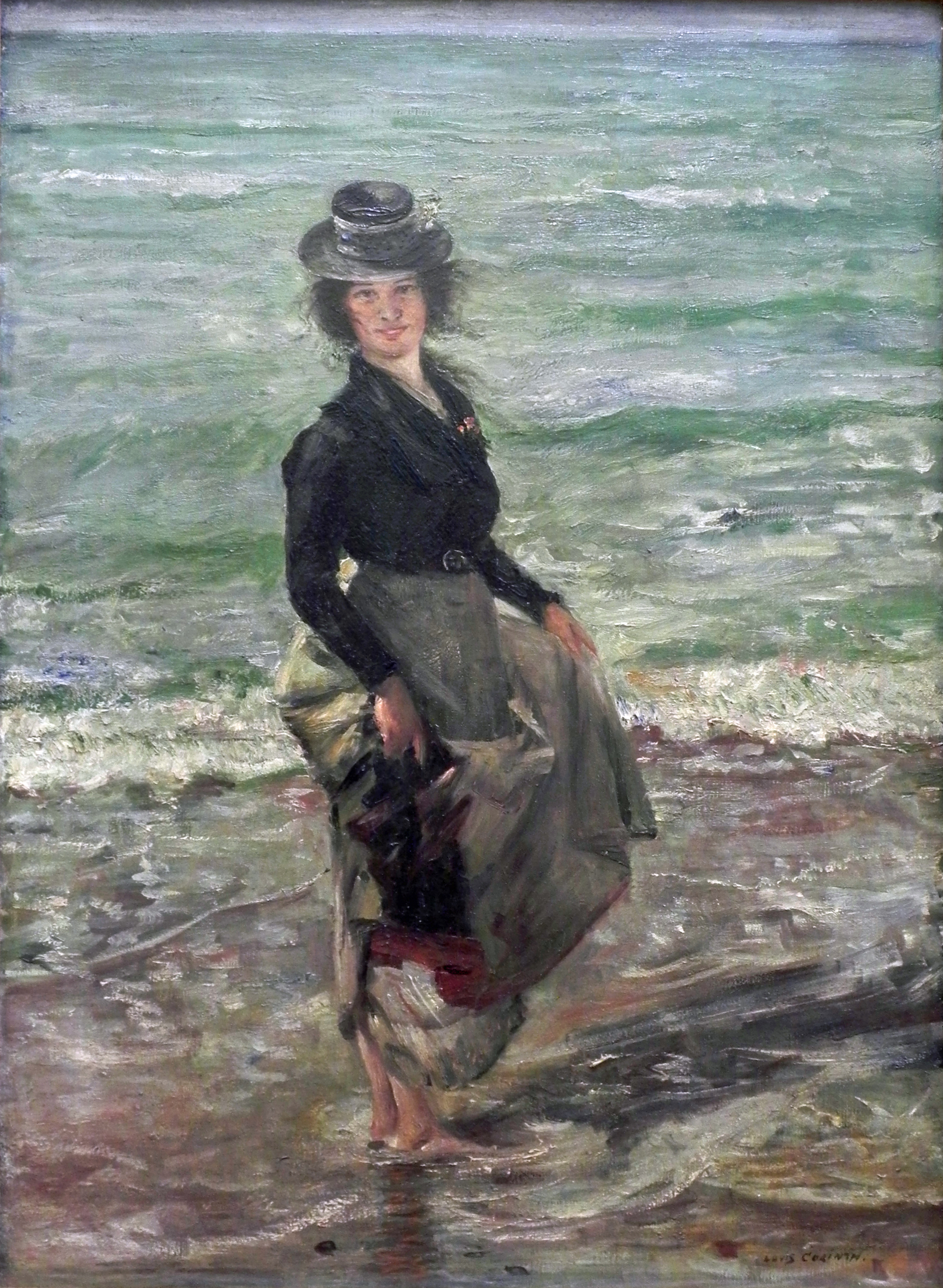
Paddle Petermannchen (1902)

En 1895, Corinth pintó su Descendimiento de la Cruz. Ese mismo año se expuso en el Palacio de Cristal y obtuvo una medalla de oro. Entre 1895 y 1900 expuso allí otras pinturas, pero no lograron llamar mucho la atención. Hacia 1895/96, a través de un amigo, Corinth entró en contacto con el grupo literario de Múnich Die Nebenregierung, que incluía, entre otros, a los escritores Max Halbe, el conde Eduard von Keyserling, Frank Wedekind y Otto Erich Hartleben. En 1896, Corinth también fue uno de los miembros fundadores de la Logia Masónica de Treuefest, que todavía existe hoy y en 1898 pintó el cuadro que representa a doce miembros de su logia. En los años siguientes, creó varias de sus pinturas más exitosas y conocidas hasta la fecha. En 1896 realizó su autorretrato con un esqueleto. En 1897, Corinth retrató a su amigo Otto Eckmann. La carnicería en Schäftlarn, junto al Isar, también la pintó en 1897 como continuación de sus escenas de matadero, así como cuadros históricos caracterizados por desnudos, como Las brujas y La seducción de San Antonio. Cuando Lovis Corinth estuvo en Berlín en 1899 para visitar la primera exposición de la Secesión berlinesa y Max Liebermann lo visitó, se retrataron mutuamente.

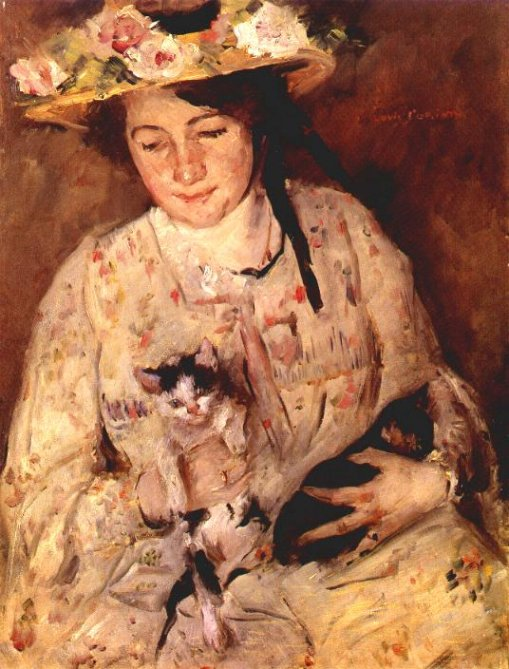
Mujer joven con gatos (1904)

Después de mudarse a Múnich, pintó Salomé en 1900, un cuadro en el que tenía grandes esperanzas, pero que fue rechazado para una exposición por la Secesión de Múnich. Este fracaso reforzó la intención de Corinth de abandonar Múnich e ir a Berlín. Allí siguió en contacto con Walter Leistikow, quien en 1898 había fundado la Secesión de Berlín con Max Liebermann y Paul Cassirer. En Berlín Salomé fue un éxito en la segunda exposición de la Secesión en julio de 1900 y Corinth se convirtió, en sus propias palabras, en “una figura en Berlín”. En esta exposición también se mostraron sus cuadros Susana y los ancianos, así como la Crucifixión. Corinth recibió sus primeros encargos de retratos en Berlín de manos de Leistikow.

### Años de Berlín
Corinth se mudó a Berlín en el otoño de 1901 y se convirtió en miembro de la Secesión de Berlín. Ese mismo año, en la exposición Secession de Paul Cassirer se presentó el cuadro Perseo y Andrómeda, junto con cuadros de los artistas ya fallecidos Vincent van Gogh, Wilhelm Leibl y Arnold Böcklin. Corinth volvió a adquirir de Leistikow el estudio de la Klopstockstrasse y el 14 de octubre de 1901 Corinth abrió una escuela de pintura. Su primera alumna fue Charlotte Berend, entonces de 21 años, quien a partir de entonces fue una modelo habitual para él. La escuela de pintura se convirtió en un éxito económico y sus cuadros también se hicieron más conocidos.
En diciembre, Paul Cassirer organizó una exposición dedicada exclusivamente a Lovis Corinth. Un año después, Corinth fue elegido miembro de la junta de la Secesión. El retrato del poeta Peter Hille fue presentado junto con otros cuadros de Corinth en la exposición Secesión de 1902: La maldición de Samuel sobre Saúl, Las Tres Gracias y el Autorretrato con una modelo. Además de sus obras, también se exhibieron cuadros de Édouard Manet y Edvard Munch, y el retrato de Hille fue adquirido por la Kunsthalle Bremen en 1908.
En un viaje a la costa del Mar Báltico de Pomerania, Corinth y Charlotte Berend se hicieron más cercanos y comenzaron una relación. Durante ese viaje le hizo varios retratos, a los que le puso el nuevo sobrenombre de “Petermannchen”: Petermannchen y Paddel-Petermannchen. Otro retrato del viaje fue el retrato de una chica con un toro, en el que Charlotte Berend conduce y acaricia a un fuerte toro por su anilla en la nariz, que recibió especial atención en la Secesión de Berlín por el significado que contenía: simbólicamente, la imagen mostraba la relación actual de la pareja, en la que Corinth, como un toro domesticado, era guiado por la mujer con una cinta rosa en el aro de la nariz. Para su compromiso en 1903, Corinth también pintó el doble retrato Autorretrato con Charlotte Berend y copa de champán, en el que se representaba a sí mismo con la desnuda Charlotte Berend.
De 1902 a 1904, Corinth trabajó con el genial director y propietario de teatro Max Reinhardt. En 1902 creó la escenografía y, junto con Max Kruse, el vestuario para la producción de Hans Oberlaender de Salomé de Oscar Wilde. En 1903, dirigió junto con Leo Impekoven la producción de Reinhardt de Pelléas et Mélisande de Maurice Maeterlinck en el Nuevo Teatro de Schiffbauerdamm y junto con la producción de Kruse Reinhardt de Elektra de Hugo von Hofmannsthal en el Teatro Kleiner de Berlín. A esto le siguieron en 1904 Minna von Barnhelm y Sister Beatrix de Maurice Maeterlinck en el New Theatre.
El 22 de febrero de 1904 Corinth visitó al pintor Lichtenberger en Múnich. A esto siguió una rápida visita a Marianne von Werefkin y Alexej von Jawlensky. En esta ocasión conoció su cuadro de mayor tamaño, Helena con traje español, que el artista “había terminado de pintar”.
El 26 de marzo de 1904 se casaron Lovis Corinth y Charlotte Berend, quien eligió el doble nombre de Berend-Corinth. Embarazada, se la representa como Charlotte Berend en una tumbona. El 13 de octubre de 1904 nació su hijo Thomas Corinth y la familia se mudó a la Handelstraße. Allí nació su hija Wilhelmine Corinth el 13 de junio de 1909.
En la exposición anual de 1903, Corinth presentó principalmente la Muchacha con el toro y a Odiseo en la pelea con el mendigo, seguidos en 1904 por Tiny Senders y el Entierro. También en 1904, Lovis Corinth se convirtió en miembro de la Asociación de Artistas Alemanes y participó en su primera exposición conjunta con los Secesionistas de Múnich en el Palacio Real. Una vez más participó con Salomé en las exposiciones de arte de la Königsplatz. Ese mismo año, Cassirer presentó en su galería una exposición de Paul Cézanne, que influyó mucho en Corinth. En 1906, Corinth comenzó su primera obra literaria importante, su Autobiografía, que continuó escribiendo hasta su muerte en 1925 y que fue publicada póstumamente por su esposa en 1926. Ese mismo año hizo una serie de pinturas muy conocidas y sensacionales, entre ellas El descenso de la cruz, La juventud de Zeus, Después del baño y Rudolf Rittner como Florian Geyer. También continuó sus escenas de matadero con Cerdo sacrificado. A estas le siguieron en 1907 La captura de Sansón, El gran martirio, el Autorretrato con cristal y el tan discutido Desnudo yacente.
En 1907 dibujó diseños y figuras para El demonio y Minna von Barnhelm, pero no se realizaron. En 1907 tuvo como alumno a August Macke. Charlotte, además de esposa y madre de sus hijos fue su musa inspiradora, influenciándolo profundamente. La vida familiar se transformó en uno de sus temas preferidos, conjuntamente con los paisajes, los bodegones y los retratos.
En 1908 se publica Aprendiendo a pintar, un libro de texto en el que presentó al lector el arte de la pintura y las técnicas. También fueron destacables sus obras artísticas del año: Susana en el baño, Orfeo y el Retrato del pintor Walter Leistikow. Este último murió ese año y, además del cuadro, Corinth también le dedicó un libro titulado La vida del pintor Leistikow, que fue publicado por Cassirer en 1910. En 1909 participó, entre otras cosas, con August von Brandis en la exposición de arte cristiano de Düsseldorf. En una reseña se dijo que ambos eran convincentes menos por sus cualidades teológicas que por sus cualidades artísticas.
En 1910, Corinth pudo nuevamente incluir algunos de sus cuadros en la ahora establecida exposición de la Secession. Ese año presentó Las armas de Marte, Lavado de pies y, sobre todo, el retrato familiar El artista y su familia, en el que retrató a toda su familia. Corinth era entonces, junto con Max Liebermann, uno de los artistas más populares y solicitados de la Secesión de Berlín y ese mismo año logró vender varios cuadros a la Hamburger Kunsthalle.
En 1911, Max Liebermann dimitió de la presidencia de la Secesión de Berlín junto con los miembros de la junta directiva Max Slevogt, Paul Cassirer y otros, mientras que Lovis Corinth fue elegido nuevo presidente. Ese mismo año, la Secesión organizó una exposición en honor del difunto miembro Fritz von Uhde, y la exposición de primavera también incluyó obras de Pablo Picasso y Ferdinand Hodler. Corinth presentó en esta exposición sus cuadros Nana y dos retratos de Eduard Meyer. En diciembre de ese año sufrió un derrame cerebral que dejó paralizado el lado izquierdo de su cuerpo. La cuestión de hasta qué punto sus pinturas posteriores muestran las consecuencias en el trazo (por ejemplo, pinceladas más toscas, negligencia en los motivos de la mitad izquierda de la imagen) también ha sido motivo de preocupación para la investigación médica. A partir de entonces, cojeó y sus manos mostraron un temblor crónico. Con la ayuda de su esposa, al cabo de un año estaba pintando de nuevo con la mano derecha. Su discapacidad inspiró en el artista un intenso interés por las cosas sencillas de la vida diaria.

Entre 1909 y 1917, Corinth pasó estancias más largas en la joven localidad costera de Nienhagen, cerca de Bad Doberan, y creó varias obras relacionados con la región de Mecklemburgo. Pasó la primavera de 1912 recuperándose con su esposa en Bordighera, en la Riviera italiana, y en el verano pintó su Sansón Cegado. En diciembre de ese año, Paul Cassirer fue reelegido miembro de la junta directiva de la Secesión, Corinth dimitió y rechazó un puesto en la junta directiva o en el jurado.
En 1913 Georg Biermann publicó la primera monografía sobre Lovis Corinth. Para reconciliarse con Corinth, Paul Cassirer organizó ese mismo año una gran retrospectiva de las obras de Corinth, que fue inaugurada por Max Liebermann. Corinth presentó en esta exposición un total de 228 pinturas al óleo. Además de esta exposición, las pinturas de Corinth también pudieron verse ese mismo año en la Gran Exposición de Arte de Düsseldorf de 1913, en Mannheim y en la Exposición Mundial de Gante, así como en varias galerías y museos de Baden-Baden, Múnich y Dresde. En la exposición de primavera de la Secesión de Berlín, que celebró su 15º aniversario, también se exhibieron cuadros de Corinth como Ariadne auf Naxos y Vendedor de alfombras orientales. En la misma exposición se mostró por primera vez al pintor Henri Matisse, junto con muchos otros artistas importantes que acompañaron los primeros 15 años de la Secesión. Esta exposición, al igual que la exposición de otoño de 1913 con cuadros de Edvard Munch, Pablo Picasso, Ernst Ludwig Kirchner y otros, tuvo un gran éxito. Sin embargo, los éxitos de la Secesión y de las exposiciones de Cassirer no pudieron ocultar las disputas internas: ese mismo año hubo acusaciones masivas contra Cassirer por su doble función como miembro del jurado de la Secesión y como vendedor de arte, lo que llevó a la dimisión de 42 artistas, entre ellos Max Liebermann y toda la junta directiva, desde la Secesión hasta la fundación de la asociación ahora conocida como Secesión Libre. Lovis Corinth permaneció leal a la Secesión de Berlín.
En 1914, Corinth viajó a Montecarlo y Roma, especialmente al Vaticano, para ver los frescos de Rafael. Su viaje lo llevó luego a St. Moritz, pero allí fue interrumpido debido al comienzo de la Primera Guerra Mundial. Cuando la guerra realmente comenzó el 1 de agosto, Corinth fue uno de los artistas destacados que la acogieron positivamente, junto con Slevogt, Liebermann y Ernst Barlach. Corinth, que ya había expresado su patriotismo en su conferencia “Sobre la esencia de la pintura” en enero de 1914 en la Unión Libre de Estudiantes de la Universidad de Berlín, vio en la guerra la oportunidad de un nuevo comienzo, en el que el arte alemán podría demostrar que era internacionalmente el más significativo:
    “Queremos mostrar al mundo que el arte alemán está hoy en la vanguardia del mundo. ¡Fuera la imitación galoeslava de nuestro último período de pintura!”
En 1915, Corinth volvió a ser presidente de la Secesión de Berlín y concibió una exposición en la que se hacía hincapié sobre todo en los antiguos valores de la pintura alemana. Él mismo proporcionó varias naturalezas muertas y retratos, así como las pinturas José y la esposa de Putifar.
En los años siguientes crea cuadros de guerra populares, como Caín en 1917 y el Retrato del gran almirante Alfred von Tirpitz. También pinta el Götz von Berlichingen. Ese mismo año, el autor Karl Schwarz publicó el libro La obra gráfica de Lovis Corinth, la primera presentación exhaustiva de los dibujos y grábados de Corinth. En agosto, Corinth viajó a su ciudad natal de Tapiau, donde fue nombrado ciudadano honorario y recibió varias obras como obsequio de su parte. La Academia de las Artes de Berlín le concedió el título de profesor en 1917.
En marzo de 1918, la Secesión de Berlín organizó una exposición con motivo del 60 cumpleaños de Corinth, en la que se mostraron 140 de sus óleos, y también estuvo representado en la exposición de primavera con varias obras. Al mismo tiempo, la Galería Nacional de Berlín comenzó a reunir una colección sistemática de sus cuadros, que se exhibieron después de la guerra en el Nuevo Departamento del Kronprinzenpalais. En el verano de 1918 surgieron tensiones dentro de la Secesión. Corinth defendió a Ernst Oppler y le impidió marcharse. El mismo año que terminó la guerra, el imperio se derrumbó y fue reemplazado por la Revolución de Noviembre y la posterior República de Weimar. Corinth vio su fe en la pintura alemana sacudida por esto:
    “De modo que el Estado de los Hohenzollern ha sido completamente aniquilado por el momento. Me siento como un prusiano y un alemán imperial.”

### Trabajo tardío en Walchensee
En 1919, Lovis Corinth compró una propiedad en Urfeld, en la que su esposa Charlotte Berend le construyó una casa. La llamó Haus Petermann, el apodo de su esposa. La casa a orillas del lago Walchensee se convirtió en el refugio del artista, donde pintó principalmente paisajes, retratos y naturalezas muertas, pero también se alejó cada vez más del panorama artístico activo. Corinth pintó más de sesenta cuadros del lago Walchensee; Estos cuadros también fueron un gran éxito económico. En sus propias palabras, “nunca hubo más ventas que justo después del colapso. Los cuadros fueron literalmente arrancados del caballete, y las exposiciones en toda Alemania nunca han florecido más que ahora así como artículos de revistas y ensayos."
En el verano de 1919, por ejemplo, produjo un ciclo de grabados con escenas cotidianas de su familia en su casa de campo. También fue en este momento cuando los paisajes se convirtieron en una parte importante de su obra. Estos paisajes reflejaban la zona de Walchensee, un lago en los Alpes bávaros donde Corinth poseía una casa. Sus dibujos, de tema variado y en colores brillantes, tientan a muchos a considerar la serie Walchensee como su obra maestra.
La Universidad Albertus de Königsberg le otorgó el doctorado honoris causa el 15 de marzo de 1921. Completó su Autobiografía antes de su muerte en 1925 y pintó cuadros como El Cristo Rojo, que representa muy claramente la brutalidad de la crucifixión, así como Flora y la versión final de Susana y los ancianos. Además pintó de memoria retratos de varios colegas del pintor, entre ellos Bernt Grönvold, Leonid Pasternak y Georg Brandes. Otras obras importantes de su obra tardía fueron El caballo de Troya, Carmencita y los retratos de sus hijos Thomas y Wilhelmine.
En 1922 Corinth volvió a trabajar para el teatro. Diseñó la escenografía y el vestuario para la producción de Fausto I de Victor Barnowsky en el Lessingtheater (Berlín).
En 1923, con motivo de su 65 cumpleaños, la Galería Nacional organizó una exposición de 170 pinturas de propiedad privada. Siguieron otras exposiciones con sus últimas obras, como la exposición de la Secession en Berlín y las grandes exposiciones de Corinth en la Kunsthaus Zurich y en Königsberg en 1924. 
En 1925, Corinth se convirtió en miembro honorario de la Academia de las Artes de Baviera y sus acuarelas se exhibieron en Berlín. Sus últimas obras importantes incluyeron Imperia y su última obra importante Ecce Homo.

### Muerte
El 16 de junio de 1925 viajó a Düsseldorf, desde donde continuó hasta Amsterdam. Allí quiso volver a mirar los cuadros de Frans Hals y Rembrandt. El 17 de julio murió de neumonía en Zandvoort, cerca de Amsterdam. Su cuerpo fue llevado a Berlín y enterrado allí en el cementerio suroeste de Stahnsdorf. Su tumba honoraria de la ciudad de Berlín, se encuentra en el bloque Trinitatis, campo 8, entierro hereditario 47.
Se publicó póstumamente una importante monografía de Alfred Kuhn y se llevaron a cabo dos importantes exposiciones conmemorativas en Berlín con la exposición de pinturas y acuarelas en la Galería Nacional y la exposición de gráficos en la Academia de las Artes en 1926.
En 1939, el físico y premio Nobel Werner Heisenberg compró la casa Petermann, en la que vivieron su esposa y sus cinco hijos durante la Segunda Guerra Mundial.

## Obras
Su estilo, en un principio impresionista, evolucionó pronto hacia un expresionismo dramático y visionario, un estilo que guarda ciertas conexiones con Max Liebermann, si bien este último es más relajado y ornamental.
Entre sus obras destacan: Autorretrato con esqueleto (1896), Autorretrato con Charlotte Berend y una copa de champán (1902), La familia del dios Marte (1910; Kunsthistorisches Museum de Viena) y Ecce Homo (1925). Dejó además una amplia producción gráfica.
Su obra fue exhibida en la célebre exposición Entartete Kunst en Múnich, pero los nazis lo consideraron arte degenerado.
Su único ejemplo en museos de España es la pintura La modelo del Museo Thyssen-Bornemisza de Madrid.

## Expresionismo
Hacia 1905, Corinth da una nueva vuelta de tuerca. Sintetiza su obra y el trazado es cada vez más esencial. El expresionismo gana terreno en sus retratos y su gusto por el desnudo aumenta. Se pudiera decir que sus personajes ganan animalismo. Estudiando a Rembrandt, pinta en 1905 Buey desollado, una obra importante en su trayectoria. Abajo pueden verse las dos obras del pintor holandés en que se inspiró.

## Galerías

### Paisajes y bodegones
- Jardín en Bernried (1892), 94 × 110 cm., Galerie G. Paffrath, Düsseldorf
- Schäftlarn en el Isar (1896),  60 x 82 cm., Lenbachhaus, Múnich
- Bañistas en Horst-Ostsee (1902), Museum Georg Schäfer, Schweinfurt
- Jardín (1904), 76 x 100 cm., Museum Wiesbaden
- Bodegón (1913), 52 x 69 cm., colección privada
- Ramo de flores (1914), 109.4 x 138.8 cm.
- Balcón (1925), 49 × 60 cm., Berlinische Galerie, Berlín

### Retratos
- Negro Otelo (1884),  78 x 58.5 cm., Lentos Art Museum, Linz
- Desnudo (1899), 75.5 cm x 120.5 cm., Kunsthalle Bremen
- Eduard von Keyserling (1900), 79.5 × 75.5 cm., Städtische Galerie Lenbachhaus, Múnich
- Grupo de amigas (1904), Albertinum, Dresden
- Desnudo (1910), Landesmuseum Hannover, Hanover
- Mrs. Kaumann (1911),  99 x 120 cm.,  Kunsthalle Kiel
- Georg Brandes (1925), 111 x 91.5 cm., Royal Museum of Fine Arts, Antwerp

### Autorretratos y pinturas familiares
- El padre del artista (1888), 61 × 70 cm., Städelsches Kunstinstitut und Städtische Galerie, Frankfurt
- Autorretrato con esqueleto (1896), 66 x 86 cm, Städtische Galerie im Lenbachhaus
- Charlotte (1902), 105 x 54 cm., Stiftung Stadtmuseum, Berlin
- Autorretrato con Charlotte (1902), 97 × 107 cm., Colección privada
- El artista y su familia (1909), Niedersächsisches Landesmuseum, Hanover
- Dama con pecera (1911), 74 x 90.5 cm., Österreichische Galerie
- Wilhelmine con ramo de flores (1920), 111 x 150 cm., Kunstmuseum Basel
- Autorretrato con Paleta (1924), 100 x 79 cm., Museum of Modern Art, New York

### Pinturas históricas
- Diógenes (1892), 178 x 208 cm., Ostdeutsche Galerie, Regensburg
- Bacanal (1896), 117 x 204 cm., Colección privada
- Salomé (1900), 127 × 147 cm., Museum der Bildenden Künste Leipzig
- Captura de Sansón (1907), 200 x 174 cm., Landesmuseum Mainz
- Sansón ciego (1912), 105 cm x 130 cm.,  Alte Nationalgalerie, Berlin
- Cristo rojo (1922), 129 x 108 cm., Pinakothek der Moderne, Múnich
- Susana y los viejos (1923),150.5 x 111 cm., Museo estatal de Baja Sajonia
- Ecce Homo (1925), Kunstmuseum Basel